# سوزان فيتيغ ألبرت
سوزان فيتيغ ألبرت (بالإنجليزية: Susan Wittig Albert)‏ (2 يناير 1940، مقاطعة فيرميليون في الولايات المتحدة)؛ روائية أمريكية. درست في جامعة كاليفورنيا.